# Príncipes vermelhos
Os Príncipes Vermelhos, também traduzidos como Príncipes Herdeiros do Partido, são descendentes de altos funcionários comunistas influentes na República Popular da China. É uma categorização informal e muitas vezes depreciativa para designar aqueles que se acredita estarem se beneficiando do nepotismo e do clientelismo, por analogia com os príncipes herdeiros em monarquias hereditárias. Muitos dos seus membros ocupam cargos políticos e empresariais de alto nível nos escalões superiores do poder.
Na China contemporânea, os “Príncipes” são descendentes de líderes seniores do Partido Comunista Chinês (PCC) e ascendera eles próprios a posições de alto escalão dentro do PCC. Se seus pais pertencem à primeira geração de revolucionários do PCC, eles também são chamados de “segunda Geração Vermelha”, “Herdeiros Vermelhos” ou “Nobreza Vermelha”. Os príncipes também abrangem os filhos e filhas de gerações posteriores de líderes importantes, incluindo figuras como Jiang Zemin, Li Peng e Hu Jintao.  Os príncipes exercem a sua influência no país, quer ocupando papéis significativos no aparelho do partido-Estado, que inclui o partido, o governo e os serviços militares, quer controlando importantes empresas estatais.  Oportunidades estão disponíveis para os príncipes que não estão disponíveis para as pessoas comuns. Usando as suas ligações poderosas, eles têm a oportunidade de obter oportunidades lucrativas para si e para os outros. Os mais agressivos dos príncipes acumularam fortunas de centenas de milhões de dólares.  No entanto, não existe coesão política discernível dentro do grupo e, como tal, não devem ser comparados com outros agrupamentos informais, como a camarilha de Xangai ou a Tuanpai ("camarilha da Liga da Juventude"), que se assemelham a facções intrapartidárias com algum grau de afinidade em questões políticas.
Sob a República Popular, o termo inicialmente entrou em uso durante a Revolução Cultural para descrever o filho de Lin Biao, Lin Liguo, bem como seus amigos íntimos e aliados que foram promovidos ao lado dele a posições de elite da Força Aérea do Exército de Libertação Popular que foram concebidos como a futura liderança da “Terceira Geração” do PCC. Após a morte de Lin Liguo num golpe fracassado e os subsequentes expurgos deste grupo, o termo caiu brevemente em desuso até a década de 1980 para rotular os filhos dos Oito Anciãos e outros líderes da Primeira e Segunda Geração que tinham sido cada vez mais promovidos no partido e se opuseram aos esforços dos reformadores Hu Yaobang e Zhao Ziyang para conter a corrupção e o clientelismo. Os príncipes contemporâneos notáveis incluem Xi Jinping (filho de Xi Zhongxun), o líder supremo da China e secretário-geral do Partido desde 2012, e Bo Xilai (filho de Bo Yibo), um ex-secretário do Comitê do Partido de Chongqing que também foi membro do Politburo.

## Exemplos
A seguir estão alguns dos príncipes herdeiros mais famosos:
- Filho de Ye Jianying: Ye Xuanning, o líder dos Príncipes
- Filho do ancião Xi Zhongxun: Xi Jinping, Secretário Geral do PCC, Presidente da China, Presidente da Comissão Militar Central. [4]
- Filhos e filhas do ex-líder Deng Xiaoping: Deng Pufang, presidente honorário da Associação de Deficientes; Deng Nan, ex-vice-ministro de Ciência e Tecnologia; Deng Rong, vice-presidente da Associação Chinesa para Contato Amigável Internacional
- Filho do ex-presidente Li Xiannian: Li Ping, oficial militar de alto escalão, filha Li Xiaolin, Presidente da Associação do Povo Chinês para a Amizade com Países Estrangeiros, genro Liu Yazhou (marido de Li Xiaolin) Comissário Político, Universidade de Defesa Nacional.
- Filho do ancião Chen Yun: Chen Yuan, governador do Banco de Desenvolvimento da China (1998–2013)
- Filho do ancião Bo Yibo: Bo Xilai, ex-secretário do PCC de Chongqing, e por extensão, seu próprio filho, Bo Guagua. [5]
- Filho de Zeng Shan (ex-ministro do Interior do PCC): Zeng Qinghong, ex-membro do Comitê Permanente do Politburo, vice-presidente da China, e, por extensão, seu próprio filho, Zeng Wei, que comprou uma propriedade de US$ 32,4 milhões em Sydney, Austrália. A fonte de renda de Zeng é desconhecida. [6] [7]
- Filho de Huang Jing: Yu Zhengsheng, ex-membro do Comitê Permanente do Politburo e presidente do Comitê Nacional da CCPPC. [4]
- Genro de Yao Yilin: Wang Qishan, ex-vice-presidente da China, ex-membro do Comitê Permanente do Politburo e secretário da Comissão Central de Inspeção Disciplinar. [4] [8]
- Filho e filha do ex-primeiro-ministro Li Peng (como filho de um mártir e protegido de Zhou Enlai, também membro do Partido do Príncipe Herdeiro): Li Xiaopeng, Ministro dos Transportes, ex-governador de Shanxi, ex-presidente do Huaneng Power Group; Li Xiaolin, presidente da China Power International Development.
- Filhos do ex-secretário-geral Jiang Zemin: Jiang Mianheng, ex-vice-reitor da Academia Chinesa de Ciências, diretor de diversas empresas estatais importantes, como a SAIC; Jiang Miankang, major-general do ELP
- Filho de Wang Zhen, presidente Wang Jun do CITIC ; Wang Zhi, ex-presidente do Grupo da Grande Muralha
- Filho do ex-presidente Liu Shaoqi: Liu Yuan, tenente-general da polícia militar
- Filho do Marechal He Long, He Pengfei, Vice-Comandante-em-Chefe da Marinha Chinesa, vice-almirante
- Ex-genro do General Liu Huaqing: Pan Yue, vice-diretor da Administração Estatal de Proteção Ambiental
- Filho do Marechal Chen Yi: Chen Haosu, ex-vice-ministro do Ministério da Cultura
- Neto do ex-líder Mao Zedong, Mao Xinyu, major-general do ELP.
- Filho do ex-primeiro-ministro Wen Jiabao: Wen Yunsong (Winston Wen), presidente da China Satellite Communications Corporation [3]